# 企業情報管理士
企業情報管理士（きぎょうじょうほうかんりし）は、一般財団法人全日本情報学習振興協会が設けている民間資格の称号。

## 概説
コンプライアンスやCSR（企業の社会的責任）が求められる中、企業が必要とする｢企業情報の保護および管理｣を正しく行える人材を育てることを目的に、それらに関する知識の理解度や習熟度の一つの指針となる評価制度として設定された民間資格。同協会主催の「企業情報管理士認定試験」の合格者に本称号が与えられる。2008年に「企業情報保護士認定試験」として開始され、2009年度より現名称に改称された。
受験資格に制限はなく、企業内のあらゆる部署や役職の従業者に共通する内容が出題され、「企業情報の保護および管理」の理解と啓蒙をまんべんなく従業者に行き渡らせることも目的の一つとされている。企業情報管理に携わる担当者や管理職だけでなく、一般社員、新入社員に至るまで幅広く対象とされている。
この資格は「個人情報保護士」の兄弟資格として開始された民間資格であり、「個人情報保護士」と同様に、講習会を受講すれば取得できたり、会費を支払えば得られる資格とは異なり、「企業情報管理士認定試験」は、一般的な国家試験と同様に、1年を通じて定期的に認定試験が実施され、合格点に達した者だけが合格となる試験である。
試験の出題範囲は、「経営情報化の理解」、「コンプライアンス」、「リスクマネジメント」、「安全管理措置」の4つの課題で構成されている。個人情報保護士認定試験とは異なり、企業が扱うあらゆる情報が対象となり、法令については、個人情報保護法のほか、著作権や産業財産権などの知的財産法、不正競争防止法、さらに民法・商法・刑法、労働関係法令等の幅広く対象となる。また、安全管理措置に関する知識とともに、適正な安全管理措置をとるために必要なリスクマネジメントの知識が問われる。
主催団体はこの他にも関連資格として、情報セキュリティ管理士認定試験、個人情報保護士認定試験を主催している。

## 試験概要
第1回認定試験は2008年（平成20年）5月25日実施。以後現在では年4回、3ヶ月ごとに行われ北海道から沖縄まで全国20ヶ所の会場で一斉公開試験が実施されている。
- 試験内容は、4つに区分され、それぞれの出題数は次のとおりである。

課題1：企業情報戦略 （5〜10問）
課題2：コンプライアンスと企業情報関連法 （25〜30問）
課題3：情報リスクマネジメントの考え方 （15〜20問）
課題4：総合的な安全管理措置 （40〜50問）
これらの課題から合計で100問出題される。
- 試験方法は、択一問題による試験（マークシートを使用）。
- 試験時間は、120分（休憩なし）。
- 受験資格に制限はない。
- 受験料は、20名以上での団体申し込みに対し割引価格が適用される。
- 合格点は、合計で80％以上の正答。
- 試験問題は持ち帰ることができる。
- 合否は、試験実施約2ヶ月後に主催団体のWEBサイトで確認できる。
- 合格率は、主催団体により過去の平均合格率は 42.8％と公表されている。
- 主催団体は、各回試験前に「認定試験対策セミナー」を開催していたが、現在は実施されていない。
- 合格者には合格証書と認定カード（認定証）が送られるほか、認定ロゴを名刺等に使用することが認められる。
- 認定カードには2年間の有効期限が記載されるが、主催団体のWEBサイトで更新することができる（有料）。

## 主催団体
- 名称：一般財団法人全日本情報学習振興協会
- 所在地：東京都千代田区神田三崎町3-7-12 清話曾ビル5階
- 事業内容：情報関連・パソコン・福祉関連の検定・講習会実施など
- 理事長：一松信（東京電機大学教授・京都大学名誉教授）